# Kleine Geheimnisse
Kleine Geheimnisse (Originaltitel: Perl oder Pica) ist ein luxemburgisch-österreichischer Spielfilm aus dem Jahr 2006, der auf dem Roman Perl oder Pica von Jhemp Hoscheit basiert. Regie führte Pol Cruchten, das Drehbuch schrieb Viviane Thill, dramaturgische Beratung machten François Dupeyron und Bady Minck.

## Handlung
Die Geschichte spielt im Jahre 1962 in der luxemburgischen Stadt Esch-sur-Alzette. Der zwölfjährige Norbi Welscheid schwankt zwischen der Kindheit und der Pubertät hin und her. Dies bereitet Probleme in der Familie und bei seinen Klassenkameraden.

## Hintergrund
Für die Hauptrolle verpflichtete man den Sohn des Autors des autobiografischen Romans, Ben Hoscheit. Jhemp Hoscheit schildert in dem Buch, das dem Film zur Grundlage diente, seine eigene Kindheit in den 1960er Jahren. Der Film wurde im Sommer 2005 ungefähr hundert Meter von Jhemp Hoscheits Elternhaus und an anderen Schauplätzen in Esch-sur-Alzette gedreht. Fertiggestellt wurde er am 20. April 2006. Das Budget betrug ungefähr 2,2 Millionen Euro.
Die Premiere fand am 12. Oktober 2006 im Utopolis im Luxemburger Stadtteil Kirchberg statt.
Der Film war die luxemburgische Einsendung für eine Oscar-Nominierung als „bester fremdsprachiger Film“.

## Kritiken
„Im Zentrum des episodisch angelegten Films, in dem viele Figuren Platz finden, ohne die Handlung voranzutreiben, steht das Verhältnis des Kindes zu seinem strengen Vater, dessen mitunter überharte Erziehungsmaßnahmen weniger von Grausamkeit zeugen, als dass sie die erschreckende Normalität der damaligen Zeit aufzeigen.“

„Die autobiografisch gefärbte Geschichte eines Heranwachsenden in einer vom Katholizismus und von der Tabuisierung der nationalsozialistischen Vergangenheit geprägten Gesellschaft besticht durch das durchgehend gut eingefangene Zeitkolorit und hervorragend aufgelegte Darstellercrew. In der Hauptrolle des Norbi glänzt Ben Hoscheit, der Sohn des Romanautors.“